# Solanum japonense
Solanum japonense là loài thực vật có hoa trong họ Cà. Loài này được Nakai miêu tả khoa học đầu tiên năm 1923.